# Thio-ether

Algemene structuurformule van een thio-ether.

Een thio-ether of (organisch) sulfide is in de organische chemie een functionele groep, die gekenmerkt wordt door de binding tussen een zwavelatoom en 2 alkyl- of arylgroepen (R1 en R2), met als algemene formule R1-S-R2. Het kan gesteld worden dat een thio-ether een ether is, waarbij het zuurstofatoom is vervangen door een zwavelatoom.
Een biologisch belangrijke thio-ether is het aminozuur methionine. Deze thio-ether speelt een belangrijke rol in het actieve centrum van veel enzymen.